# 188. брдска дивизија (Немачка)
188. брдска дивизија Вермахта настала је сукцесијом и развијањем из дивизије број 188, формиране у Аустрији 1. децембра 1939. Октобра 1943. ова дивизија је развијена у 188. резервну брдску, која је 1. марта 1944. преформирана у 188. брдску и пребачена у област Трста, где је потчињена Заповеднику јадранског приморја.
Одбрану кварнерског и тршћанског залеђа 1. октобра 1944. преузео је штаб 97. армијског корпуса Групе армија Ц, а 188. брдска дивизија ушла је у састав његових снага. Под командом Заповедника јадранског приморја дивизија је учествовала у великом броју операција против снага 9. корпуса НОВЈ.
Крајем априла 1945. 97. корпус нашао се на удару 4. армије ЈА током Тршћанске операције. Заједно са осталим снагама корпуса, дивизија је поражена и принуђена на предају 7. маја 1945. код Илирске Бистрице.